# Louis Sébastien Trédern de Lézérec
Louis Sébastien Marie de Trédern de Lézérec (ur. 24 września 1780 w Breście, zm. 8 listopada 1818 w Port-Louis) – estoński lekarz i embriolog bretońskiego pochodzenia, pionier badań nad kurzymi zarodkami.
Urodził się w Breście w Bretanii jako syn Jeana Louisa de Trédern de Lézéreca (1742–1807) i Louise Simphorose de Morogues. Jego ojciec był porucznikiem francuskiej marynarki i dyrektorem Królewskiej Akademii Morskiej w Breście, uczestnikiem bitwy w zatoce Quiberon (1795), podczas której zginął jego brat. Po tej klęsce kapitan Trédern wraz z synem emigrowali do St. Petersburga. W październiku 1797 Louis Sébastien Trédern został aspirantem na pokładzie statku Pimen w Rewlu. Pozostał tam razem z ojcem przez cztery lata. Podobno już wtedy Trédern zajmował się embriologią; Stieda rozmawiał z mieszkańcami Rewla, który pamiętali młodego oficera, trzymającego na pokładzie kury. Poza tym zajmował się anatomią porównawczą, sekcjonował psy, koty i szczury. W sierpniu 1801 kapitan Trédern i syn Louis-Sébastien (dzięki specjalnemu pozwoleniu cara Pawła I) opuścili Rosję i wyjechali do Francji, korzystając z amnestii ogłoszonej przez Napoleona. Ojciec zmarł w Quimper w 1807. Louis Sébastien w październiku 1804 został kandydatem na kierunku medycznym Uniwersytetu w Würzburgu. Pozostał tam do lata 1807, po czym przeniósł się do Getyngi. Tam zaprezentował wyniki swoich prac nad kurzymi zarodkami Johannowi Friedrichowi Blumenbachowi. 4 kwietnia 1808 przedstawił dysertację poświęconą temu zagadnieniu na uniwersytecie w Jenie. Z nieznanych przyczyn przedstawił pracę na tej uczelni, mimo że prace prowadził w Getyndze, i przebywał tam po raz drugi w 1809. W marcu wyjechał stamtąd i dwa lata później był już w Paryżu, gdzie przedstawił swoją drugą pracę. Zdał pomyślnie egzaminy, a pracę na temat organizacji szpitalnictwa w Würzburgu i Bambergu przedstawił w czerwcu 1811. Uzyskał prawo praktykowania medycyny we Francji. Od 1813 do 1816 był pomocnikiem bibliotekarza w Bibliothèque Mazarine. W styczniu 1817 opuścił Paryż i wyruszył w podróż na Gwadelupę. Zmarł niespodziewanie w listopadzie 1818 na żółtą febrę; datę i okoliczności śmierci ustalono dopiero w 2010.

## Prace
- Dissertatio inauguralis medica sistens ovi avium historiae et incubationis prodromum. Jena: Efzdorf, 1808
- Propositions sur les bases fondamentales d'après lesquelles les Hôpitaux doivent être construits. Paris: Didot, 1811